# Pterolophia kenyana
Pterolophia kenyana là một loài bọ cánh cứng trong họ Cerambycidae.